# 西溫哥華
西溫哥華（英文：West Vancouver），簡稱西溫，是加拿大卑詩省大溫哥華地區内的一個地方自治體，位於布勒内灣的北岸，西臨豪灣，隔岸分別與溫哥華市和寶雲島對望，並與北溫哥華市和北溫哥華區組成大溫地區的北岸城鎮（North Shore）。據2011年加拿大人口普查，西溫哥華的人口為42,694人。

## 歷史
西溫一帶最早的居民是史戈密殊原住民族的族民。他們在公元前1200年已在此處生活，而記錄中最早出現的史戈密殊族村落則位於現卡比蘭奴河出海處以及塞浦勒斯溪一帶。歐洲人在19世紀陸續抵達卑詩，而他們亦從1869年起在西溫一帶進行伐木。除了伐木業外，西溫早期也出現了漁產品罐頭廠。
北溫哥華區於1891年成立，並包括現西溫一帶（當時稱為西卡比蘭奴區）。該區因為人口稀少，當時並不在北溫區政府重點發展之列，其基礎設施（如學校、食水系統和道路等）也比北溫區的中心地帶落後。隨著西溫人口於1912年突破700人，區内居民亦要求省政府正視西溫的發展問題。西溫遂於同年3月15日獲准脫離北溫區自組地區政府。
西溫早期的工業發展不俗，但區内崎嶇的地勢卻不利工業活動進一步發展。另一方面，西溫的居民人數卻在第一次世界大戰後迅速增長。為了配合人口增長，西溫區議會於1926年通過了規劃法案，為區内的工業活動帶來更多限制，更令西溫成為以住宅區為主的城鎮。
到了1930年代，愛爾蘭的健力士家族（即健力士釀酒公司的東主）看好西溫的發展潛力，繼而成立不列顛太平洋物業公司（British Pacific Properties Co.），並於1932年與西溫區政府達成協議，以75,000元購入4700英畝的土地；公司並承諾提升區内的基礎建設。區政府就此協議舉行全民公投，結果有98%選民投下贊成票。這項交易帶來的經濟效益，令西溫成為經濟大蕭條期間少數沒有陷入財赤的市鎮。
獅門橋於1937年動工，並於1938年開通，為二戰後西溫的發展奠定基礎。栢來路商場於1950年開幕，成為加拿大首個商場。
大致位於西溫區内的塞浦勒斯省立公園於2010年冬季奧運會期間舉行自由式滑雪和單板滑雪項目。

## 交通

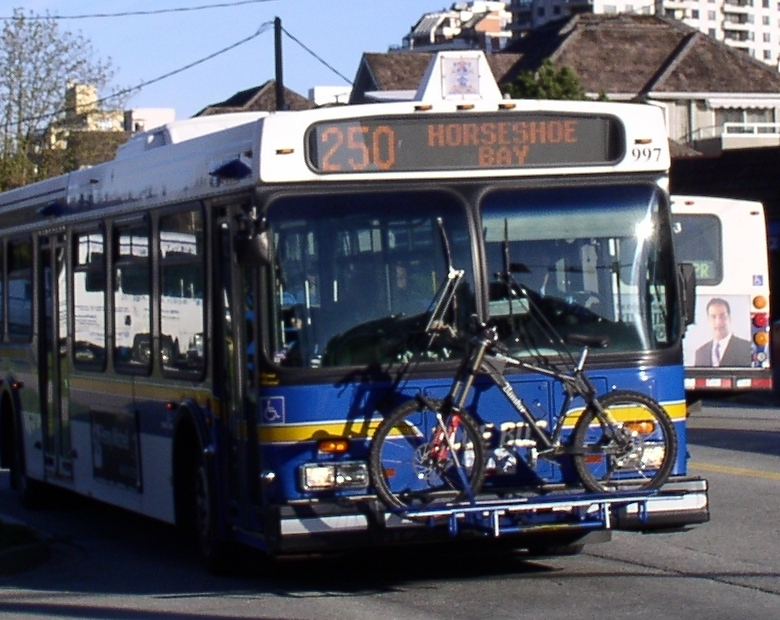
西溫藍巴士

與大溫地區其它城鎮不同，西溫哥華以及獅子灣的巴士服務是由西溫藍色巴士系統（West Vancouver Blue Bus）營運，而非岸山巴士公司。縱雖如此，藍巴士的時間表、收費和路綫皆與運輸聯線轄下的其他公共交通系統衡接。
西溫哥華唯一的高速公路是橫加公路（卑詩省1號公路），西起馬蹄灣，東至北溫區。卑詩省99號公路則呈南北向，向南經獅門橋通往溫哥華市中心，向北直通威士拿。1號公路介乎馬蹄灣和泰萊路的路段是與99號公路共構。
此外，卑詩渡輪公司亦於馬蹄灣設有渡輪碼頭，提供前往乃磨、寶雲島以及陽光海岸的渡輪服務。

## 外部連結
- 西溫哥華區官方網站（页面存档备份，存于）
- 西溫哥華博物館 （页面存档备份，存于）
- 西溫哥華警察局 （页面存档备份，存于）
- 西溫藍巴士